# Aldealengua
Aldealengua ist ein westspanischer Ort und eine Gemeinde (municipio) mit 713 Einwohnern (Stand: 2024) in der Provinz Salamanca in der Region Kastilien und León.

## Lage und Klima
Der ca. 800 m hoch gelegene Ort Aldealengua befindet sich auf dem Nordufer des Río Tormes in der altkastilischen Hochebene (meseta). Die Großstadt Salamanca ist nur etwa 10 km in westlicher Richtung entfernt. Das Klima im Winter ist durchaus kühl; die geringen Niederschlagsmengen (ca. 410 mm/Jahr) fallen – mit Ausnahme der nahezu regenlosen Sommermonate – verteilt übers ganze Jahr.

## Bevölkerungsentwicklung
| Jahr      | 1857 | 1900 | 1950 | 2000 | 2019 |
| Einwohner | 215  | 241  | 460  | 574  | 664  |

Das kontinuierliche Bevölkerungswachstum des Ortes basiert im Wesentlichen auf der Nähe zur Großstadt Salamanca und dem Zuzug der durch die Mechanisierung der Landwirtschaft und die Aufgabe bäuerlicher Kleinbetriebe arbeitslos gewordenen Landbevölkerung (Landflucht).

## Wirtschaft
Das wirtschaftliche Leben der ehemaligen Landgemeinde war jahrhundertelang in hohem Maße agrarisch geprägt – früher wurde im Umland Getreide zur Selbstversorgung ausgesät; Gemüse stammte aus den Hausgärten und auch Viehzucht wurde betrieben. Erwirtschaftete Überschüsse konnten auf den Märkten von Salamanca getauscht oder verkauft werden. 

## Geschichte
Auf dem Gemeindegebiet wurden bronze- und eisenzeitliche Kleinfunde entdeckt, doch fehlen Zeugnisse aus römischer und westgotischer Zeit. Im 8. Jahrhundert drangen die Mauren immer weiter nach Norden vor, doch konnten sie nach der Schlacht von Simancas (939) von König Ramiro II. von León († 951) bis zum Fluss Tormes zurückgedrängt werden, wodurch die Orte auf dem Nordufer Grenzstädte wurden und häufigen Übergriffen seitens der Muslime ausgesetzt waren. Diese Situation änderte sich erst nach der Rückeroberung (reconquista) Toledos und seines Umlandes im Jahr 1085. Ab dem Jahr 1310 wurden die Geschicke des Ortes und seines Umlandes lange Zeit von der Grundherrenfamilie Arias Maldonado geleitet. Im frühen 19. Jahrhundert erlitt der Ort erhebliche Zerstörungen infolge der Napoleonischen Kriege.

## Sehenswürdigkeiten

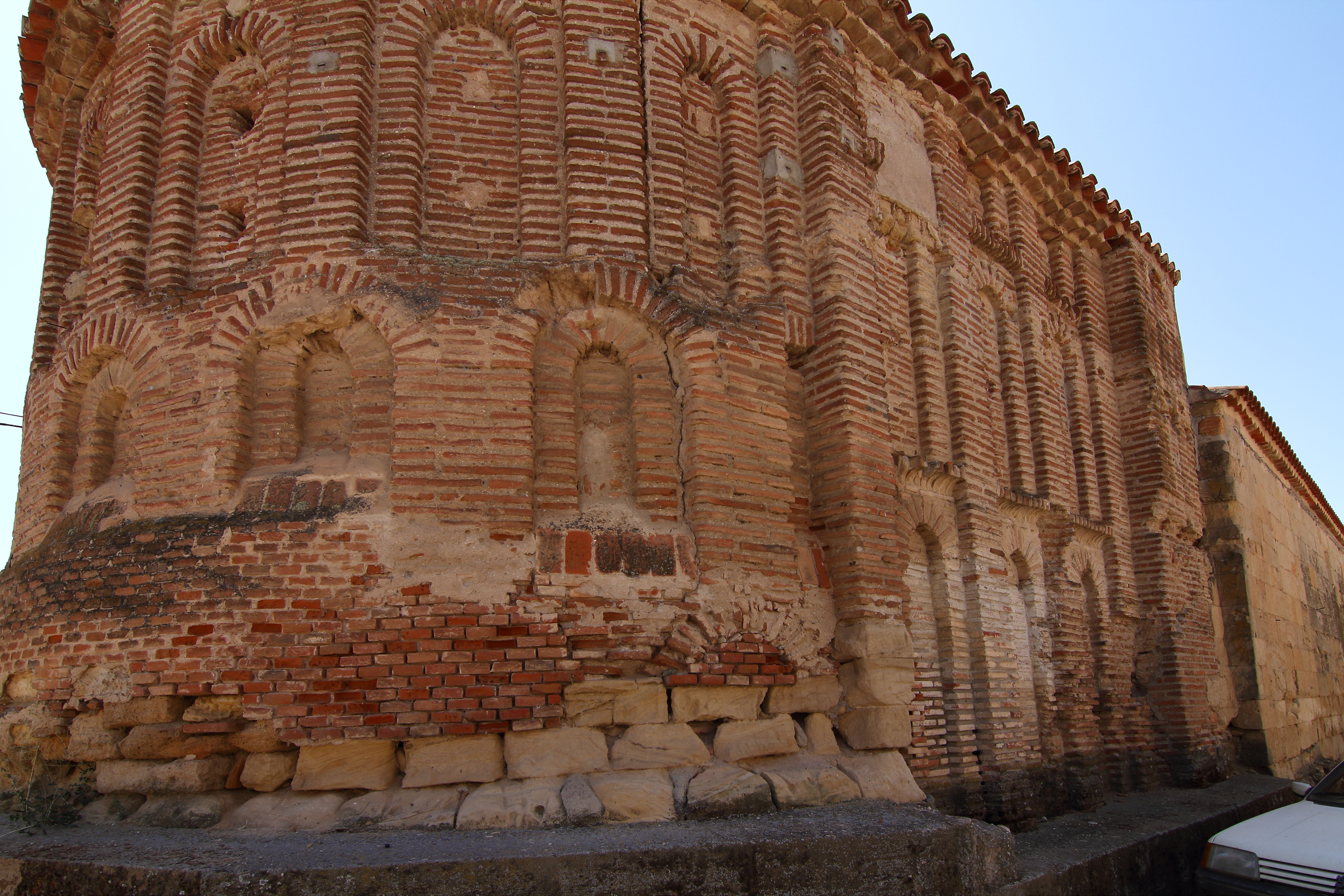
Aldealengua – Apsis der Kirche

- Die Ursprünge der Iglesia de Santiago Apóstol liegen im 13. Jahrhundert. Es war eine einschiffige, aus Ziegelsteinen gebaute Kirche im Mudéjar-Stil, von der noch die Apsis und Teile des Chorjochs erhalten sind. Das Langhaus und der Glockenturm (campanario) wurden im 16. Jahrhundert erneuert und im 19. Jahrhundert nochmals umgearbeitet. Auf der Südseite wurde eine Vorhalle angefügt; der Glockenturm erhielt ein Obergeschoss aus Ziegelsteinen und eine Laterne.[5]
- Das Bahnhofsgebäude ist ein hübscher Bau aus der ersten Hälfte des 20. Jahrhunderts.
- Einige eingeschossige Häuser zeigen Schmuckdetails in den Tür- und Fensterstürzen.[6]